# 連鎖蝶變
是一部2004年上映的美國科幻驚悚電影，由艾瑞克·布萊茲和J·麥基·古柏執導，主演是艾希頓·庫奇和艾美·絲蜜。片名「蝴蝶效應」意思為：原先看似無關緊要的小變化，到最後可能會導致起初無法預期的後果。本片另有兩部電影續作。

## 劇情
電影男主角在小時候經常失去記憶，於是經由日記，來檢視自己的所作所為。在經歷小女友的戀童癖父親的變態行為（要求拍攝他們脫光，拍攝兒童色情電影）；惡作劇把炸藥放在他人房屋前的信箱導致傷亡；小女友的弟弟燒死男主角的狗；男主角的父親企圖掐死男主角等，後來男主角的母親帶著他搬家。長大後，男主角成為大學高材生，回去找過去答應見面的小女友，卻使她回憶小時候拍攝影片的不堪過去並因此自殺。
男主角翻閱日記，發現他的意識，能藉由日記的隻字片語，回到日記所記的時間，並設法改變過去，男主角試圖解決一切的問題，但卻往往造成無法預期的後果，例如殺死女友的弟弟，身陷囹圄；或是讓女友變成妓女；或是自己炸斷手腳，老媽壓力過大天天抽煙導致肺癌；或是不慎炸死小女友，被關入精神病院等。
男主角與女主角是青梅竹馬，女主角因為小時候就喜歡上男主角，為了與男主角接近，在父母離婚的時候選擇與父親同住，而父親是個變態，才會導致一連串的不幸，男主角在多次的失敗後，了解到這個起因，他決定放棄自己對女主角的愛，才能換來所有朋友的幸福，幸福是必須有所犧牲的，正如同最後女主角的弟弟說他的成就是建立在自己母親的犧牲奉獻上。最终男主角選擇與女主角分開，兩人因而各自度過了幸福快樂的日子。

## 導演剪輯版
導演剪輯版有一個不同的結局。
埃文的大腦嚴重受損，並意識到他將被送往精神病院，在那裡他將無法使用他的時間旅行能力，他絕望地嘗試藉由觀看家庭錄影帶來改變時間線，錄影帶的內容是他的父親拍攝母親即將臨盆誕下埃文的紀錄。埃文回到那個時刻，用臍帶自縊在子宮裡，以防止家族詛咒（時間旅行能力）傳承下去，這與剪輯版一個額外的場景一致：一個看手相的靈媒告訴埃文「你沒有生命線」，而他也確實「不屬於這個世界」。医生告诉埃文的母亲这是她第三次流产，暗示埃文曾经的兄姐也曾做出相同的决定。
凱莉在新的時間線選擇與母親而不是父親一起生活，蒙太奇暗示其他角色在新的時間線是在充滿愛心的童年長大，不再如原世界線那麼的悲慘。

## 演員
| 艾希頓·庫奇          | 埃文（Evan Treborn）       |      |
| 艾美·絲蜜            | 凱麗（Kayleigh Miller）    |      |
| 瑪露娜·華特斯        | 泰瑞博（Andrea Treborn）   |      |
| 盧根·利文            | 埃文（Evan）               | 7歲  |
| 艾登·韓森            | 蘭尼（Lenny Kagan）        |      |
| 威廉·李·史考特       | 湯米（Tommy "Tom" Miller） |      |
| 約翰·派屈克·阿默多利 | 埃文（Evan）               | 13歲 |
| 埃里克·斯托爾茲      | 米勒（George Miller）      |      |
| 伊森·索普            | 桑普爾（Thumper）          |      |
| 卡梅隆·布萊特        | 湯米（Tommy）              | 8歲  |
| Irene Gorovaia       | 凱麗（Kayleigh）           | 13歲 |
| Nathaniel DeVeaux    | Dr. Redfield               |      |
| Tara Wilson          | Heidi                      |      |
| 傑西·哈契            | Spencer                    |      |
| Sarah Widdows        | 凱麗（Kayleigh）           | 7歲  |
| 傑克·凱斯            | 蘭尼（Lenny）              | 7歲  |
| 凱文·施密特          | 蘭尼（Lenny）              | 13歲 |
| 凱文·杜蘭            | Carlos                     |      |
| 卡倫·基斯·雷尼       | 詹森（Jason Treborn）      |      |
| 蘿瑞娜·蓋爾          | Mrs. Boswell               |      |
| Jacqueline Stewart   | 格溫（Gwen）               |      |
| 傑西·詹姆斯          | 湯米（Tommy）              | 14歲 |

## 家用媒體

### 不同版本的結局
蝴蝶效應包含導演剪輯版在內，共有四個不同的結局
“電影院版結局”:埃文在人行道上與凱莉擦身而過，埃文看到了凱莉並認出了她，並繼續走下去。凱莉也有短暫的認出他來，但兩人都沒有停下來。

“導演剪輯版結局”:埃文在子宮內自殺，從未出生。在這個世界線中他的朋友們在幸福快樂的童年長大。

“大團圓結局”:埃文和凱莉兩人停在人行道上。他們自我介紹，埃文約她出去喝咖啡。

“開放式結局”的另類結局類似於埃文和凱莉在人行道上相互擦身而過並繼續走下去的結局，只不過這次埃文猶豫了一下，決定轉身跟在凱莉的身後。這個結局被用在電影小說中，電影小說由詹姆斯·斯瓦羅(James Swallow)撰寫並由黑焰出版社(Black Flame)出版。

## 外部連結
- 官方网站
- 互联网电影数据库（IMDb）上《The Butterfly Effect》的资料（英文）
- AllMovie上《The Butterfly Effect》的资料（英文）
- 爛番茄上《The Butterfly Effect》的資料（英文）
- Box Office Mojo上《The Butterfly Effect》的資料（英文）
- Metacritic上《The Butterfly Effect》的資料（英文）
- Original script （页面存档备份，存于）